# Jorie Graham

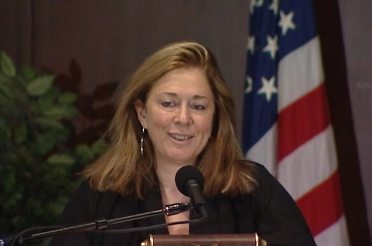
Jorie Graham (2007)

Jorie Graham (* 9. Mai 1950 in New York City als Jorie Pepper) ist eine US-amerikanische Dichterin. Sie gilt als „einer der gefeiertesten Dichter der US-Nachkriegsgeneration.“

## Leben und Werk
Graham wurde in New York City als Tochter der Malerin und Bildhauerin Beverly Pepper (1922–2020) und des Journalisten Curtis Bill Pepper (1917–2014) geboren. Kurze Zeit später zog die Familie nach Italien, sodass Graham zunächst in Positano an der Amalfiküste und später in Rom aufwuchs. Nach ihrem Schulabschluss begann sie ein Studium der Philosophie an der Pariser Sorbonne, das sie aber im Kontext der Proteste vom Mai 1968 abbrach, an denen sie selbst teilgenommen hatte. Anschließend nahm sie ein Studium der Filmproduktion an der New York University auf, wobei sie währenddessen begann, eigene Gedichte zu verfassen. Das veranlasste sie dazu, einen Master-Studiengang am Iowa Writers’ Workshop zu belegen. Nach ihrem Abschluss 1978 nahm sie einige Lehrstellen an, ehe sie 1983 als Dozentin an den Iowa Writers’ Workshop zurückkehrte. Dort blieb sie, bis sie 1999 als Nachfolgerin von Seamus Heaney Boylston Professor of Rhetoric and Oratory an der Harvard University wurde. Sie war die erste Frau auf diesem renommierten Lehrstuhl. Von 1997 bis 2003 war sie Chancellor der Academy of American Poets.
Graham gilt als modernistische Dichterin in der Tradition von William Butler Yeats, T. S. Eliot und Wallace Stevens. Ihre Kindheit in Frankreich und Italien beeinflussen in Form ihrer Mehrsprachigkeit und eines bereits frühen Kontakts mit den europäischen Kulturen ihre Gedichte, die nicht selten historische, philosophische oder mythologische Themen behandeln. Herausstehend ist bei Graham die Verwendung der Gedichtszeile als Mittel zur inhaltlichen und formalen Gliederung des Gedichts. Wenngleich bereits ihre ersten beiden Gedichtbände Hybrids of Plants and Ghosts (1980) und Erosion (1983) von Kritikern gelobt wurden, gilt ihr dritter Band The End of Beauty (1987) als Durchbruch in der Entwicklung ihres persönlichen Stils. In ihrem Spätwerk – beginnend mit dem Gedichtband Never (2002) – wendete sich Graham von ihren ursprünglichen Themen ab und beschäftigte sich hauptsächlich mit dem Massensterben der Tiere und einem möglichen Aussterben der Menschheit.
Eine erste, kurze Ehe verband Jorie Pepper mit Bill Graham, einem Sohn des Verleger-Ehepaars Philip und Katharine Graham. Nach der Trennung von Graham, dessen Nachnamen sie zeitlebens behielt, ging sie eine Beziehung mit dem Dichter James Galvin ein, aus der eine Tochter hervorging. Heute ist sie mit dem Dichter und Maler Peter Sacks verheiratet.

## Ehrungen
- 1990: MacArthur Fellowship[6]
- 1992: Morton Dauwen Zabel Award[4]
- 1996: Pulitzer-Preis für Dichtung für The Dream of the Unified Field[7]
- 1999: Aufnahme in die American Academy of Arts and Sciences[8]
- 2012: Forward Poetry Prize für Place[9]
- 2013: International Nonino Literary Prize[4]
- 2015: Los Angeles Times Book Prize in der Kategorie „Lyrik“ für From the World: Poems 1976–2014
- 2017: Wallace Stevens Award[4]
- 2018: Rebekah Johnson Bobbitt National Prize for Poetry für Fast[10]

## Veröffentlichungen
- Hybrids of Plants and Ghosts. Princeton University Press, Princeton 1980. ISBN 0-691-01335-7.
- Erosion. Princeton University Press, Princeton 1983. ISBN 0-691-01405-1.
- The End of Beauty. Ecco Press, New York 1987. ISBN 0-88001-129-7.
- Region of Unlikeness. Ecco Press, New York 1991. ISBN 0-88001-271-4.
  - Region der Unähnlichkeit. Übersetzt von Werner Hamacher. Engeler, Basel/Weil am Rhein 2008. ISBN 3-938767-31-6.
- Materialism. Ecco Press, New York 1993. ISBN 0-88001-394-X.
- The Errancy. Ecco Press, Hopewell 1997. ISBN 978-0-88001-528-8.
- Photographs & Poems. Mit Fotografien von Jeannette Montgomery Barron. Scalo, Zürich 1998. ISBN 3-931141-62-4.
- Swarm. Ecco Press, New York 2000. ISBN 0-88001-695-7.
- Never. Ecco Press, New York 2002. ISBN 0-06-008471-5.
- Overlord. Ecco Press, New York 2005. ISBN 0-06-074565-7.
- Sea Change. Ecco Press, New York 2008. ISBN 978-1-85754-984-3.
- Place. Ecco Press, New York 2012. ISBN 978-0-06-219064-2.
- Fast. Ecco Press, New York 2017. ISBN 978-0-06-266348-1.
- Runaway. Ecco Press, New York 2020. ISBN 978-0-06-303670-3.
- To 2040. Copper Canyon Press, Port Townsend 2023. ISBN 978-1-55659-677-3.

Werksammlungen
- The Dream of the Unified Field: Selected Poems 1974–1992. Ecco Press, New York 1995. ISBN 978-0-88001-438-0.
- The Taken-Down God: Selected Poems 1997–2008. Carcanet Press, Manchester 2013. ISBN 978-1-84777-194-0.
- From the New World: Poems 1976–2014. Ecco Press, New York 2015. ISBN 978-0-06-231540-3.
- [To] The Last [Be] Human. Carcanet Press, Manchester 2022. ISBN 978-1-80017-293-7.

Herausgeberschaften
- The Best American Poetry 1990. Scribner, New York 1990. ISBN 0-684-19187-3.
- Earth Took of Earth: 100 Great Poems of the English Language. Ecco Press, 1996. ISBN 978-0-88001-432-8.